# Distretto di Padang Terap
Il distretto di Padang Terap è un distretto della Malaysia, fa parte dello stato del Kedah e il suo capoluogo è Kuala Nerang.